# Лев Главинчев
Лев Николов Главинчев е български комунист, офицер (генерал-майор) и политик. Главинчев е деец на Вътрешната македонска революционна организация и е една от най-противоречивите личности в македонското освободително движение. Участник в комунистическото партизанско движение по време на Втората световна война и командир на Първа Софийска въстаническа оперативна зона на Народоосвободителната въстаническа армия (НОВА). Като комендант на Народната милиция след 9 септември 1944 г. лично самоволно и методично избива офицери, интелектуалци и общественици. Използва псевдонимите Кендров и Бутура.

## Биография
Лев Главинчев е роден в град Охрид през 1903 година в семейството на Никола Главинчев (1853 – 1942) и Фросина Христова Ягличева. Негов брат е юристът и общественик Наум Главинчев. След Първата световна война емигрира в София, където от 1922 до 1926 година следва право. Член на Македонското студентско дружество „Вардар“.

### Във ВМРО
Включва се във ВМРО през 1926 година, след убийството на Тодор Александров. Има вероятност да замине с четата на Наум Йосифов в Македония, но е оставен поради ученето си на разположение към пункта на ВМРО в София. След убийството на генерал Александър Протогеров от юли 1928 година Лев Главинчев минава на страната на протогеровистите и завежда софийския им пункт. След това заедно с Перо Шанданов, Пецо Трайков и Кръстан Поптодоров организира нападения срещу активисти на крилото на Ванче Михайлов. На 26 януари 1930 година Главинчев е начело на група, която прави неуспешен опит да убие Йордан Чкатров. Иван Михайлов издава смъртна присъда за Главинчев и той два пъти е раняван.
На проведения през лятото на 1931 година протогеровистки конгрес е избран заедно с Григор Петков за подгласник на централния комитет на крилото. Въдворен е в лагер в Карлово, но в началото на 1934 година бяга оттам заедно с Петър Шанданов. След това участва в подготовката на преврата от 19 май 1934 година и в преследването на дейци на михайловисткото крило. През 1935 година убива своя любовница в Банкя и след това се крие у близки в София. Осъден е в 1936 година на 15 години затвор.

### В партизанското движение
В затвора се сближава с комунистически активисти. В резултат на амнистия през 1940 г. е освободен. Съществува версия, че амнистията му е свързана със съгласие да сътрудничи на тайната полиция, за което е вербуван лично от Никола Гешев. Към началото на 1941 година симпатизира на германците, заради което се скарва с Петър Шанданов, но след нападението над СССР се ориентира към левицата и участва в партизанското движение в България. Член на БКП от 1941 година. Член на Централната военна комисия при ЦК на БКП (1942 – 1943). Командир е на Първа въстаническа оперативна зона (май – септември 1943). Сътрудник на Главния щаб на НОВА (1943 – 1944). Според някои негови съвременници, той организира убийството на Методи Шаторов. След преврата от 9 септември 1944 година участва активно в наложения от комунистите терор в страната, а след това и в операциите на Първа българска армия срещу Третия Райх и е произведен в чин полковник. Става началник на Специалната служба към 1ва армия през януари 1945 година.

### Издигане и падение в комунистическа България
Впоследствие е назначен за комендант на Народната милиция в София (1945 – 1946). Лев става един от екзекуторите на бившите членове на ВМРО. Пропагандира идеите на македонизма и на Балканската федерация. Посещава Скопие във връзка с въвеждане на така наречената културна автономия в Пиринско. Много хора са арестувани по поръчка на УДБА, като набелязаните са задържани и екстрадирани в Югославия. В съдебния процес против изтъкнати дейци на ВМРО през август 1946 г. в София, главният прокурорски свидетел е Лев Главинчев. Той е и човекът, който ръководи изравянето на костите на цар Борис III от Рилския манастир. Главинчев се познава лично с Георги Димитров, а Антон Югов е кум на първата му сватба. Арестува Райко Алексиев и го измъчва преди смъртта му. Твърди се, че лично е убил членовете на регентския съвет принц Кирил Преславски, професор Богдан Филов и генерал Никола Михов, както и професор Александър Станишев и десетки осъдени от Народния съд. Главинчев издава нареждане и за убийство на Димитър Талев. През този период си съдейства изключително с Тома Трайков.
През 1947 година сключва граждански брак. Лев Главинчев е заместник-командир на Гранични войски от 1947 до 1949 г. Той попада за втори път в затвора и е осъден през 1951 г. на 5 години лишаване от свобода за вземане на подкуп и нелегално прехвърляне през границата на български граждани, които впоследствие са убивани и след това обирани. По време на следствието дава показания, че е сътрудничил на полицията при издирването на комунистите Иван Минков и Христо Коджейков след атентата в църквата „Света Неделя“ през 1925 година. Изпращат го в лагера Белене като „културпросветник“.

### Реабилитация и смърт
Главинчев е реабилитиран от Тодор Живков след Априлския пленум през 1956 година. Дълги години е депутат. На Деветия конгрес на БКП е избран за член на Контролно-ревизионна комисия на ЦК на БКП. Тодор и Людмила Живкови дори кумуват на сватбата на една от дъщерите му. От 1960 до смъртта си в 1970 година е член на Централния комитет на Съюза на борците против фашизма и капитализма. През 1969 г. е повишен в звание генерал-майор от запаса.
Лев Главинчев умира от рак в страшни мъки. На погребението му, неговият брат Павел Главинчев заявява:
| „ | Моят брат уби 226-има македонски фашисти. | “ |

Няколко дни след смъртта му, през 1970 г., целият му архив е иззет, най-вероятно от Държавна сигурност. Същата година е отпусната и помощ на семейството на Лев Главинчев в размер на 3000 лева. Улица в софийския квартал „Люлин“ е наименована на него; през 1990-те улицата е преименувана на „Ванче Михайлов“.